# Bernard du Peyron
Bernard, ou Bertrand du Peyron, né en Gascogne et mort en 1416, est un prélat français du XIVe siècle et du début du XVe siècle.

## Biographie
Bernard du Peyron et son frère cadet Jean (mort en 1417), ecclésiastiques originaires de Gascogne sont des protégés de la duchesse Jeanne de Navarre. Bernard l'ainé bien que non gradué commence sa carrière en Bretagne comme chanoine de Quimper. En 1392, il obtient l'archidiaconé de La Mée devenu vacant par la promotion de Bonabes II de Rochefort à l'épiscopat. En 1393, Bernard qualifié d'aumônier de la duchesse obtient du pape la licence de visiter son bénéfice par procurateur. Il  reçoit de plus une prébende comme chanoine de Nantes puis comme chanoine de Saint-Aubin de Guérande. Sur recommandation de la duchesse et du vivant de Jean IV de Bretagne il est élu évêque par le chapitre de chanoines de Nantes. Benoit XIII refuse de le confirmer et lui demande de renoncer à son siège au profit de Henri  le Barbu l'évêque de Vannes. Ce transfert est refusé par la cour bretonne et Bernard du Peyron soutenu par la duchesse et les autres évêques est confirmé par l'archevêque de Tours.
Après le départ de la duchesse douairière Jeanne de Navarre pour l'Angleterre son fils Jean V de Bretagne abandonne la cause de Bernard du Peyron qui doit quitter Nantes pour devenir évêque de Tréguier, le titulaire du siège Hugues Lestoquer est transféré à Vannes et Henri le Barbu à Nantes le 25 août 1404 ! Bernard du Peyron qui avait dans un premier temps accepté l'« arrangement » porte plainte devant le Parlement de Paris sous prétexte qu'il ne peut être évêque d'un diocèse dont il ne « parle pas la langue » il obtient satisfaction et un arrêt du 21 mai 1407 lui adjuge l'évêché de Nantes. Benoit XIII intervient pour débarrasser le duc Jean V de ce prélat encombrant et non résidant et le fait permuter avec Christian de Hauterive l'évêque de Tarbes. Bernard du Peyron repart définitivement en Gascogne.